# Josip Klarski
Josip Klarski (16. listopada 1927. – 5. listopada 1997.) je bio hrvatski književnik i pripovjedač, dramatik, romanopisac iz Vojvodine, iz Bačke.
Novinar, publicist, prozni pisac i knjižničar. Objavio je pet zbirki pripovjedaka, jedan roman i dvije kronike. Dugogodišnji je član uredništva književnog časopisa «Rukovet». Svojim djelima uvršten je u antologiju proze bunjevačkih Hrvata iz 1971. - sastavljač Geza Kikić - u izdanju Matice hrvatske.
Od sredine pedesetih godina XX. stoljeća javlja se svojim pripovijetkama u novoosnovanom književnom časopisu «Rukovet». Kako zapaža Milovan Miković: « ... ratni košmar najčešće je njegova književna preokupacija, uz mučno probijanje kroz tegobnu svakodnevicu. Njegovi literarni junaci su ljudi od krvi, mesa, patnje i straha, ali i gotovo neizlječive tuge iz koje pisac hoće izvesti čitatelja i prema vlastitu stavu, prema kojem život nije samo prošlost, već i pravo na budućnost... U ponekim svojim pričama Josip Klarski se dotiče osjetljivog odnosa između tzv. stanja realnosti, moglo bi se reći svima (opće)vidljive zbilje, koja nas okružuje – i stanja one stvarnosti što je u nama, iz koje smo izronili, ili možda još uvijek izranjamo ka površini sebe i svijeta. Radi čega neki njegovi literarni junaci ne mogu razumjeti kako i zašto drugi ljudi ne zamjećuju ono što je njima bitno, već se doimaju nedopustivo ravnodušnima, pače bezosjećajnima. Pri tom Klarski, ne rijetko, poseže za blagohumornom stilizacijom ... Tematika mu je raznovrsna, jednako ga zanimaju selo i grad, bliža i daljnja prošlost. Literarno su mu osobito uvjerljivi prozni fragmenti u kojima obrađuje pojedina zbivanja s ratnog puta VIII. Vojvođanske udarne brigade, pri kraju II. svjetskog rata, kojoj je i sam bio pripadnikom». 

## Djela
- «Dolazak nezvanih» (1959.),
- «Pokojnikov brat» (1965.),
- «Hronika pakla» (1975.),
- «Sunčev zrak u kapi suze» (1978.),
- «Večnost trenutaka» (1987.),
- «Tajni život odbornika» (1972.) - roman,
- «Cvet slobode» (1980.),
- «Crveni pesak» (1984.)
- «Ilija Troskot i njegova dica» - drama

## Vanjske poveznice
- Antologija proze bunjevačkih Hrvata  Arhivirana inačica izvorne stranice od 15. travnja 2008. (Wayback Machine)
- Hrvatska riječ Roman u književnosti vojvođanskih Hrvata, 13. veljače 2009.